# Vlachovo

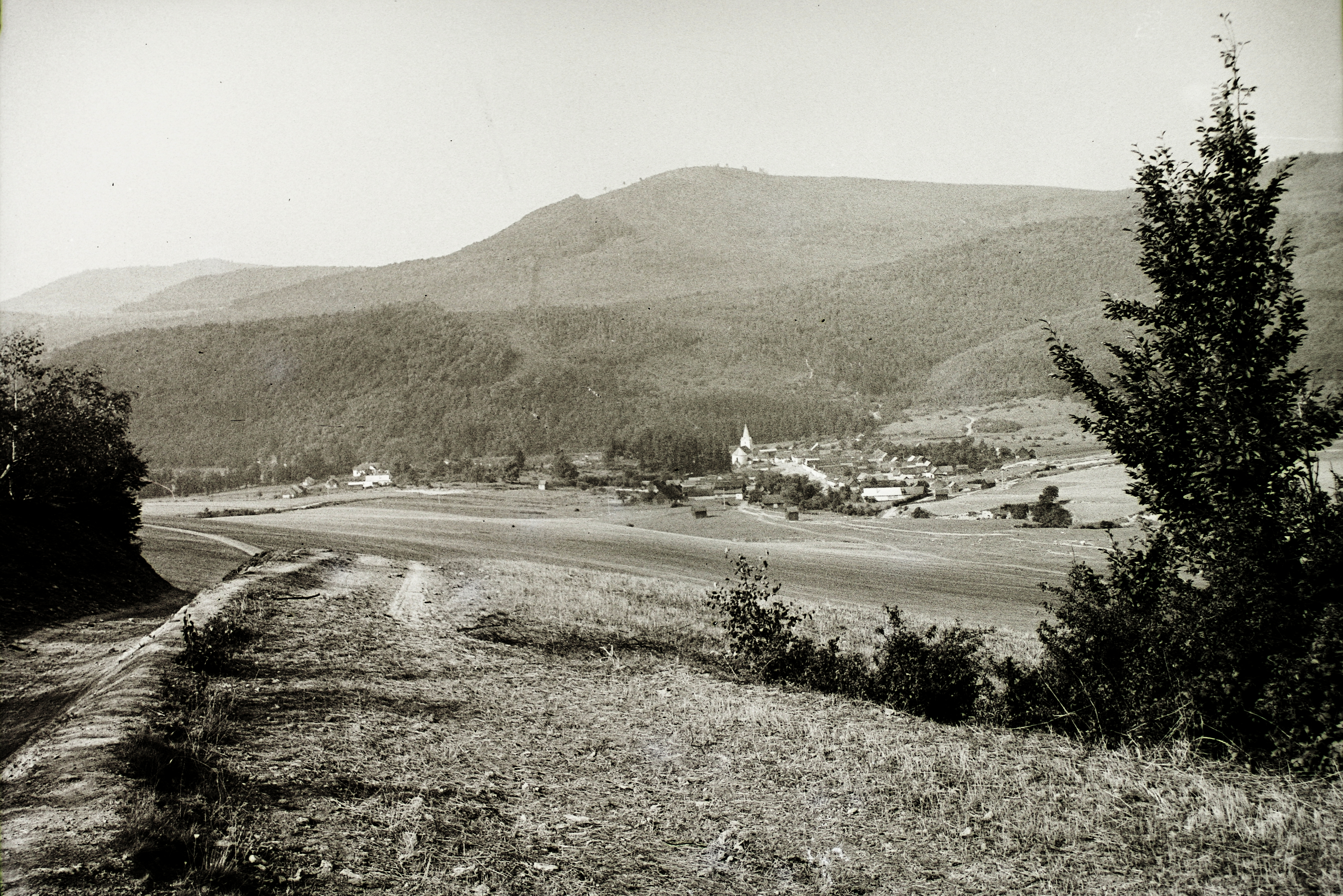
Vlachowo w 1934 r.

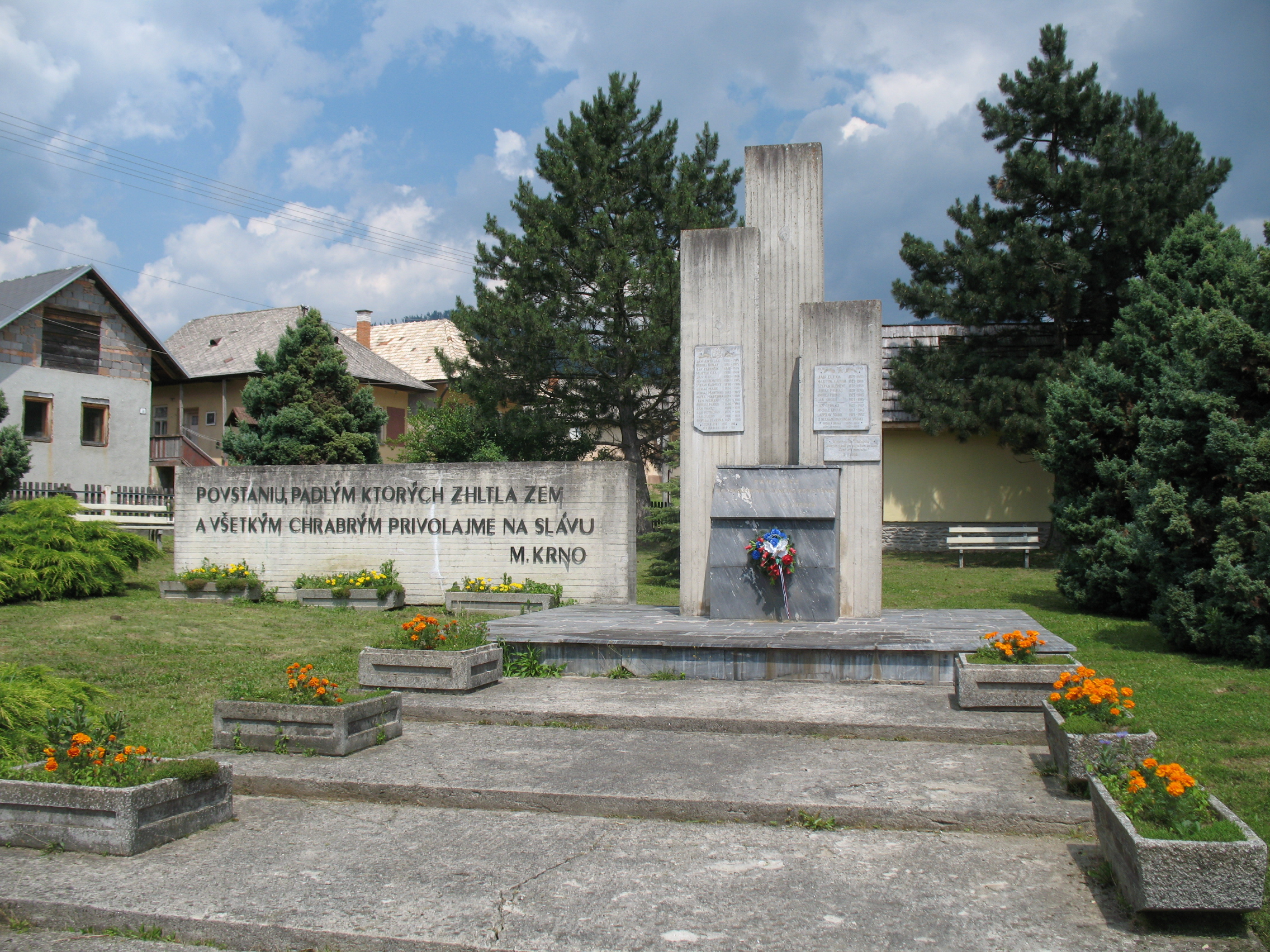
Pomnik poległych

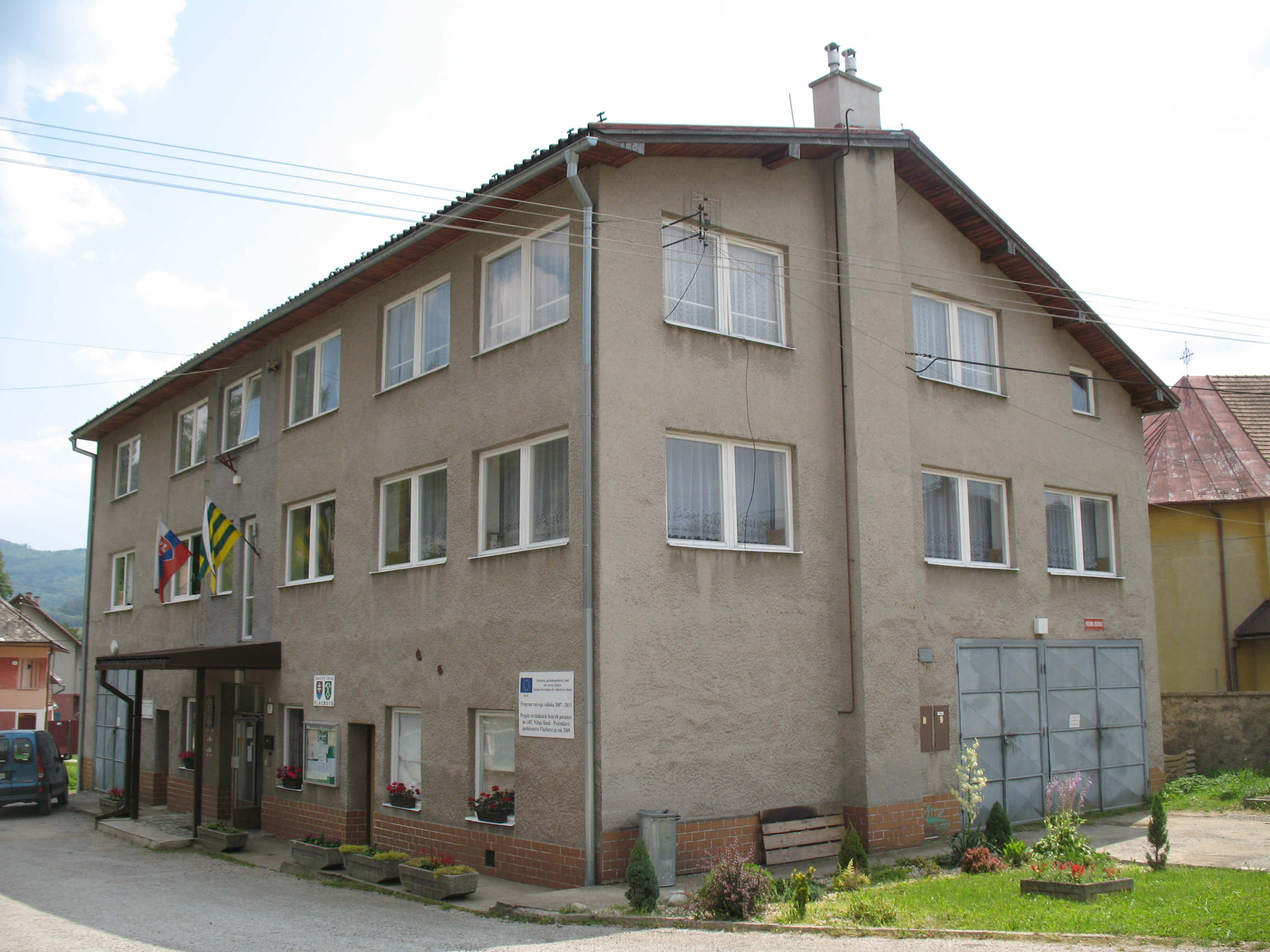
Urząd wiejski

Vlachovo – wieś (obec) na Słowacji położona w kraju koszyckim, w powiecie Rożniawa. 

## Położenie
Wieś leży nad rzeką Slaná, na terenie historycznego Gemeru, w obrębie dwóch mezoregionów Rudaw Słowackich; po lewej stronie rzeki Slaná są to Volovské vrchy, po prawej Pogórze Rewuckie (Revucká vrchovina).

## Historia
Vlachovo powstało prawdopodobnie w pierwszej połowie XIV w., a założyć je mieli górnicy z niedalekiej Dobszyny. Pierwsza wzmianka o wsi pochodzi jednak z 1427 r., kiedy to liczyła ona 40 gospodarstw i nazywano ją Alahpathaka, a po węgiersku – Lampertfalva. Z niemieckiego nazywano ją Lampertdorf, po łacinie – Lampertvilla. Miejscowa ludność słowacka z kolei nazywała ją Lampertovo. Nazwa ta utrzymała się do końca XVI w. Pochodziła być może od Lamperta – pierwszego sołtysa, a może od imienia św. Lamberta – patrona wsi.
Aż do początku XV w. była wsią czysto górniczą, istniała w niej prymitywna huta żelaza z kuźnicą (hamernią). W pierwszej ćwierci XV w. nad Vlachovskim Potokiem pojawili się pierwsi osadnicy wołoscy i od nich poszła obecna nazwa wsi.
Pierwotnie należała do rodu Bebeków ze Štítnika. Z czasem właściciele zaczęli podnosić wysokość obciążeń feudalnych mieszkańców wsi i zamieniać je na rentę pieniężną. To sprawiło, że zarówno górnicy jak i osadnicy wołoscy stracili większość swoich przywilejów. 
W 1566 r. wraz z okolicznymi wsiami została spustoszona przez Turków i następnie musiała im płacić trybut. W latach 1709–1710 okolicę nawiedziła zaraza morowa, w wyniku której zmarła większa część mieszkańców wsi. W roku 1728 wieś miała dwóch właścicieli: Józefa Andrássyego i Zygmunta Erdödyego. W roku 1773 jako jedyny właściciel występuje już jednak tylko Karol Andrássy. W tym roku żyło we wsi 63 zagrodników i 37 komorników, którzy pracowali w dwóch miejscowych hamerniach.
Na początku XIX w. istniały we wsi 4 piece do wytopu żelaza i 4 kuźnice (hamernie). W roku 1828 liczba mieszkańców wsi wynosiła 967. Pracowali oni w kopalniach rudy, kuźnicach, wypalali węgiel drzewny i zajmowali się furmanieniem. W 1843 r. decyzją Karola Andrássyego został wybudowany wielki piec, który pracował do końca XIX w., chociaż kuźnice zaprzestały działalności już w połowie XIX stulecia.

## Demografia
Według danych z dnia 31 grudnia 2012, wieś zamieszkiwało 860 osób, w tym 428 kobiet i 432 mężczyzn.
W 2001 roku pod względem narodowości i przynależności etnicznej 99,58% mieszkańców stanowili Słowacy, a 0,32% Węgrzy.
Ze względu na wyznawaną religię struktura mieszkańców kształtowała się w 2001 roku następująco:
- Katolicy rzymscy – 10,63%
- Grekokatolicy – 0,21%
- Ewangelicy – 76,95%
- Ateiści – 11,37%
- Nie podano – 0,42%

## Zabytki
- tzw. Huta Karola (słow. Karlova huta) z 1843 r. – cenny zabytek techniki;
- Dwór (słow. kaštiel) Andrássych z pierwszej ćwierci XIX w.